# Dolenje Nekovo
Gorenje Nekovo – wieś w Słowenii, w gminie Kanal ob Soči. W 2018 roku pozostawała niezamieszkana.